# Анна Юркевич
А́нна Юрке́вич (пол. Anna Jurkiewicz; нар. 9 лютого 1984, Освєнцім, Польща) — польська фігуристка, що виступає у жіночому одиночному фігурному катанні. Переможиця Національної першості Польщі з фігурного катання (2007 і 2008 роки), учасниця Чемпіонатів Європи (найкращий результат — 19-е місце в 2008 році) і світу (найвище досягнення — 19-а ж позиція в 2009 році), інших міжнародних змагань.

## Кар'єра
Анна Юркевич вважалась перспективною фігуристкою, адже у 13-річному віці вже робила каскади з потрійних стрибків. На Чемпіонаті світу з фігурного катання серед юніорів вона посіла 5-е місце, 5-ю ж була на Фіналі юніорського Гран-Прі 1999 року, ставши першою польською одиночницею, що змогла відібратися до цього турніру.
Наступного сезону (1999/2000) Анна сильно ушкодила спину, і більше не змогла відновити спортивної форми, навіть не потрапляючи на декількох юніорських першостях світу до фіналу для виконання довільної програми.
Влітку 2004 року Юркевич тимчасово залишила фігурне катання. Успішне повернення фігуристки відбулося в квітні 2006 року з метою підготовки до ЧЄ з фігурного катання 2007 року, який приймала «рідна» Варшава, де відібралася до фіналу, ставши 22-ю, а наступного року (2008) навіть поліпшила свій особистий результат — 19-е місце на Чемпіонаті Європи з фігурного катання 2008 року; на світових першостях з фігурного катання до фіналу не відбиралася, займаючи місця в 4-му десятку. Однак у сезоні 2008/2009 на ЧС з фігурного катання 2009 року в Лос-Анджелесі вперше кваліфікувалася для виконання довільної програми і посіла доволі високе загальне 19-е місце (а у довільній навіть показавши 16-й результат, відразу за К.Костнер), причому не лише поліпшивши усі свої особисті результати (в короткій і довільній програмах та загальну суму), а здобувши на цьому турнірі олімпійську ліцензію для участі на XXI Зимовій Олімпіаді (Ванкувер, 2010).
У сезоні 2009/2010 (олімпійському) Анна Юркевич виступила на одному етапі Гран-Прі сезону «Trophee Eric Bompard»—2009, де стала 10-ю. На об'єднаному Чемпіонаті Польщі, Чехії та Словаччині з фігурного катання 2010 року у польському Цешині в своїй національній групі Анна поступилася молодшій Анеті Михалек, і від Польщі на ЧЄ з фігурного катання 2010 року не поїхав ніхто. А от на головному старті сезону — в складі Польської Олімпійської збірної на XXI Зимовій Олімпіаді у турнірі одиночниць Юркевич у короткій програмі виступила вкрай невдало, і не відібравшись у довільну, посіла останнє 30-е місце змагань.

## Спортивні досягнення

### після 2000 року
| Змагання/Сезони                                    | 2000/2001 | 2001/2002 | 2002/2003 | 2006/2007 | 2007/2008 | 2008/2009 | 2009/2010 |
| -------------------------------------------------- | --------- | --------- | --------- | --------- | --------- | --------- | --------- |
| Зимові Олімпійські ігри                            |           |           |           |           |           |           | 30        |
| Чемпіонати світу з фігурного катання               |           |           |           | 31        | 34        | 19        |           |
| Чемпіонати Європи з фігурного катання              |           |           |           | 22        | 19        |           |           |
| Чемпіонати світу з фігурного катання серед юніорів | 31        |           |           |           |           |           |           |
| Чемпіонати Польщі з фігурного катання              | 1 J.      | 4         | 2         | 1         | 1         |           | 2         |
| Етапи Гран-Прі: «Trophee Eric Bompard»             |           |           |           |           |           |           | 10        |
| Меморіали Ондрея Непела                            |           |           |           |           | 6         | 17        |           |
| Турніри «Золотий ковзан Загреба»                   |           |           |           |           | 7         |           |           |
| Турніри «Nebelhorn Trophy»                         |           |           |           |           | 7         |           |           |
| Турніри «Merano Cup»                               |           |           |           |           | 2         |           |           |
| Меморіали Карла Шефера                             |           |           | 9         | 10        |           |           |           |
| Турніри «Coupe Internationale de Nice»             |           | 13 J.     | 2         | 14        | 2         |           |           |
| Етапи юніорського Гран-Прі, Німеччина              | 5         |           |           |           |           |           |           |
| Етапи юніорського Гран-Прі, Польща                 | 1         |           |           |           |           |           |           |

### Pre-2000
| Змагання/Сезони                                    | 1995/1996 | 1996/1997 | 1997/1998 | 1998/1999 | 1999/2000 |
| -------------------------------------------------- | --------- | --------- | --------- | --------- | --------- |
| Чемпіонати світу з фігурного катання серед юніорів |           |           | 5         | 25        | 27        |
| Чемпіонати Польщі з фігурного катання              | 2 J.      | 1 J.      | 1 J.      | 1 J.      |           |
| Фінал юніорського Гран-Прі                         |           |           |           | 5         |           |
| Етапи юніорського Гран-Прі, Нідерланди             |           |           |           |           | 9         |
| Етапи юніорського Гран-Прі, Норвегія               |           |           |           |           | 11        |
| Етапи юніорського Гран-Прі, Німеччина              |           |           | 4         | 2         |           |
| Етапи юніорського Гран-Прі, Франція                |           |           |           | 2         |           |
| Етапи юніорського Гран-Прі, Болгарія               |           |           | 8         |           |           |
| Турніри «Gardena Spring Trophy]»                   |           |           | 1         |           |           |

- J = юніорський рівень

## Виноски
1. ↑  Результати довільної програми одиночниць на ЧС з фігурного катання 2009 року на офіційному сайті ІСУ. Архів оригіналу за 5 листопада 2019. Процитовано 29 березня 2009.